# Лихачи (Варгашинский район)
Лихачи — село в Варгашинском районе Курганской области. Входит в состав Варгашинского поссовета.

## История
До 1917 года входило в состав Моревской волости Курганского уезда Тобольской губернии. По данным на 1926 год состояло из 273 хозяйств. В административном отношении являлась центром Лихачëвского сельсовета Варгашинского района Курганского округа Уральской области.

## Население
| 1912 | 1926  | 1989 | 2002 | 2010 |
| ---- | ----- | ---- | ---- | ---- |
| 900  | ↗1178 | ↘690 | ↘628 | ↘498 |

По данным переписи 1926 года в селе проживало 1178 человек (554 мужчины и 624 женщины), в том числе: русские составляли 99 % населения.